# Vívás az 1912. évi nyári olimpiai játékokon
Az 1912. évi nyári olimpiai játékokon vívásban öt versenyszámot rendeztek. Kard- és párbajtőrvívásból egyéni és csapatversenyt, tőrvívásból csak egyéni versenyt rendeztek. A vívóversenyeken csak férfiak indulhattak.

## Éremtáblázat
(Magyarország eltérő háttérszínnel, az egyes számoszlopok legmagasabb értéke, vagy értékei vastagítással kiemelve.)
| Az 1912. évi nyári olimpiai játékok éremtáblázata vívásban | Az 1912. évi nyári olimpiai játékok éremtáblázata vívásban | Az 1912. évi nyári olimpiai játékok éremtáblázata vívásban | Az 1912. évi nyári olimpiai játékok éremtáblázata vívásban | Az 1912. évi nyári olimpiai játékok éremtáblázata vívásban | Olimpia  |
| ---------------------------------------------------------- | ---------------------------------------------------------- | ---------------------------------------------------------- | ---------------------------------------------------------- | ---------------------------------------------------------- | -------- |
|                                                            | Ország                                                     | Arany                                                      | Ezüst                                                      | Bronz                                                      | Összesen |
| 1.                                                         | Magyarország (HUN)                                         | 2                                                          | 1                                                          | 1                                                          | 4        |
| 2.                                                         | Belgium (BEL)                                              | 2                                                          | 0                                                          | 1                                                          | 3        |
| 3.                                                         | Olaszország (ITA)                                          | 1                                                          | 1                                                          | 0                                                          | 2        |
|                                                            |                                                            |                                                            |                                                            |                                                            |          |
| 4.                                                         | Ausztria (AUT)                                             | 0                                                          | 1                                                          | 1                                                          | 2        |
| 5.                                                         | Dánia (DEN)                                                | 0                                                          | 1                                                          | 0                                                          | 1        |
| 5.                                                         | Nagy-Britannia (GBR)                                       | 0                                                          | 1                                                          | 0                                                          | 1        |
|                                                            |                                                            |                                                            |                                                            |                                                            |          |
| 7.                                                         | Hollandia (NED)                                            | 0                                                          | 0                                                          | 2                                                          | 2        |
|                                                            |                                                            |                                                            |                                                            |                                                            |          |
| Összesen                                                   | Összesen                                                   | 5                                                          | 5                                                          | 5                                                          | 15       |

## Érmesek
| Az 1912. évi nyári olimpiai játékok érmesei vívásban | | | |
| Versenyszám                                          | Arany | Ezüst | Bronz |
| tőr, egyéni                                          | Nedo Nadi · Olaszország (ITA) | Pietro Speciale · Olaszország (ITA) | Richard Verderber · Ausztria (AUT) |
| kard, egyéni                                         | Fuchs Jenő · Magyarország (HUN) | Békessy Béla · Magyarország (HUN) | Mészáros Ervin · Magyarország (HUN) |
| párbajtőr, egyéni                                    | Paul Anspach · Belgium (BEL) | Ivan Osiier · Dánia (DEN) | Philippe Le Hardy de Beaulieu · Belgium (BEL)                                                                                          |
| kard, csapat                                         | Magyarország (HUN) · Berty László · Földes Dezső · Fuchs Jenő · Gerde Oszkár · Mészáros Ervin · Schenker Zoltán · Tóth Péter · Werkner Lajos      | Ausztria (AUT) · Richard Verderber · Otto Herschmann · Rudolf Cvetko · Friedrich Golling · Reinhold Trampler · Albert Bógathy · Andreas Suttner              | Hollandia (NED) · George van Rossem · Hendrik de Iongh · Jetze Doorman · Dirk Scalongne · Arie de Jong · Willem Hubert van Blijenburgh |
| párbajtőr, csapat                                    | Belgium (BEL) · Paul Anspach · Henri Anspach · Fernand de Montigny · Jacques Ochs · Gaston Salmon · Victor Willems · Robert Hennet · François Rom | Nagy-Britannia (GBR) · Edgar Seligman · Robert Montgomerie · Arthur Everitt · Percival Davson · Sydney Martineau · Martin Holt · Edgar Amphlett · John Blake | Hollandia (NED) · Arie de Jong · George van Rossem · Willem Hubert van Blijenburgh · Jetze Doorman · Leo Nardus                        |

## Magyar részvétel
Az olimpián tizenhárom magyar vívó vett részt, akik összesen
- két első,
- egy második,
- egy harmadik,
- két negyedik és
- egy hatodik

helyezést értek el, és ezzel harminc olimpiai pontot szereztek. A legeredményesebb fegyvernem a kard volt, kardvívásban öt magyar vívó végzett az első hat között és Magyarország megnyerte a kard csapatversenyt is.
A következő táblázat eltérő háttérszínnel jelöli, hogy a magyar vívók mely versenyszámokban indultak, illetve feltünteti, hogy – ha az első hat között végeztek, – hányadik helyezést értek el:
| Magyar részvétel az 1912. évi nyári olimpiai játékok vívóversenyein |        |        |        |           |           |
| Vívó                                                                | tőr    | kard   | kard   | párbajtőr | párbajtőr |
| Vívó                                                                | egyéni | egyéni | csapat | egyéni    | csapat    |
| Békessy Béla                                                        |        | 2.     |        |           |           |
| Berty László                                                        |        |        | 1.     |           |           |
| Dunay Bertalan                                                      |        |        |        |           |           |
| Földes Dezső                                                        |        |        | 1.     |           |           |
| Fuchs Jenő                                                          |        | 1.     | 1.     |           |           |
| Gerde Oszkár                                                        |        |        | 1.     |           |           |
| Mészáros Ervin                                                      |        | 3.     | 1.     |           |           |
| Pajzs Pál                                                           |        |        |        |           |           |
| Rosty Pál                                                           |        |        |        |           |           |
| Schenker Zoltán                                                     |        | 4.     | 1.     |           |           |
| Tóth Péter                                                          |        | 6.     | 1.     |           |           |
| Werkner Lajos                                                       |        |        | 1.     |           |           |
| Zulawszky Béla                                                      |        |        |        |           |           |